# Huntita
La huntita es un mineral de la clase de los carbonatos, un carbonato anhidro de calcio y magnesio. Fue descrito a partir de ejemplares encontrados en el depósito de Ala-Mar, en el distrito minero de Currant Creek, condado de White Pine, Nevada (EE. UU.), que consecuentemente es su localidad tipo. El nombre es un homenaje a Walter Frederick Hunt (1882 - 1975), que fue profesor de mineralogía en la Universidad de Míchigan.

## Propiedades físicas y químicas
La huntita aparece como masas terrosas o compactas, de color blanco y de grano generalmente muy fino, inferior a la micra. Es porosa a frecuentemente se deshace al mojarla. Se disuelve rápidamente en los ácidos, en frío y con efervescencia.

## Yacimientos
La huntita es un mineral poco frecuente, conociéndose en alrededor de 50 yacimientos en el mundo. En España aparece como masas compactas en la cantera del Turó de Montcada, en Moncada y Reixach (Barcelona), así como formando parte del material llamado leche de luna o  moonmilk, depósito que se forma en algunas cuevas. En México se ha encontrado en los depósitos formados por cianobacterias en el fondo del lago Alchichica, en Tepeyahualco (Puebla), asociada a hidromagnesita, que es el mineral predominante.